# Ставровский, Алексей Андреевич
Алексей Андреевич Ставровский (2 [14] марта 1834, Санкт-Петербургская губерния — сентябрь 1918, Кронштадт) — священнослужитель Русской православной церкви, протоиерей.
Причислен к лику святых Русской православной церкви в 2001 году.

## Биография
Родился в селе Сижно Гдовского уезда Санкт-Петербургской губернии 2 (14) марта 1834 года в семье священника, происходившего из древней русской духовной семьи.
Окончил Александро-Невское духовное училище. В 1857 году окончил Санкт-Петербургскую духовную семинарию и как первый ученик был направлен на учёбу в Санкт-Петербургскую духовную академию за казённый счёт.
В 1861 году окончил Санкт-Петербургскую духовную академию со степенью кандидата богословия и назначен наставником Александро-Невского духовного училища.
В 1862 году вступил в брак с дочерью настоятеля Петропавловской церкви Анной Николаевной Норовской. Имел детей: Владимира (20.06.1869—?), Зинаиду (1.11.1868 — 1936), Марию (13.11.1870—?) и Алексея (18.10.1879—?).
14 сентября 1862 года архиепископом Могилёвским Евсевием (Орлинским) был хиротонисан во пресвитера к церкви Клинического военного госпиталя в Санкт-Петербурге.
В 1875 году возведён в достоинство протоиерея.
С 1892 года — благочинный Санкт-Петербургских и Новгородских церквей армейского ведомства.
С 19 августа 1896 года — настоятель храма Святого Спиридона Тримифунтского в Адмиралтействе и благочинный Санкт-Петербургских морских церквей.
После отъезда протоиерея Георгия Шавельского на юг России в сентябре 1918 года патриархом Тихоном назначен исполняющим должность протопресвитера военного и морского духовенства.
Был законоучителем в ряде школ. Имел множество церковных и светских наград.
Автор исторического описания храма, в котором служил, труда «Новое положение о служебных правах и окладах содержания военного и морского духовенства» (Христианское чтение. — 1892. — Ч. 2.), издал «Полный сборник молитв».
В августе 1918 года был арестован «революционными матросами». Вместе с группой арестованных он сначала содержался в одной из тюрем Петрограда, а затем был переведен в Кронштадт. Во время своего заключения он сохранил бодрость духа, утешал сотоварищей по узам и даже каким-то образом причащал их Святых Христовых Таин.
После убийства главы Петроградской ЧК Урицкого был расстрелян в числе других заложников на барже, впоследствии затопленной на траверзе Толбухина маяка за Кронштадтом.
По сведения Михаила Польского, вскоре после перевода заключённых в Кронштадт они были выведены из тюрьмы, построены в ряд, и им было объявлено, что в виде репрессии за убийство Урицкого каждый десятый из них будет расстрелян, а остальные освобождены. Протоиерей Алексий стоял девятым, и ему улыбалась свобода. Десятым стоял молодой священник. Обратившись к нему, протоирей Алексий сказал ему приблизительно следующее: «Я уже стар, мне недолго осталось жить; в жизни я получил всё, что было можно; жена моя старуха, дети мои все на ногах; иди себе с Богом, а я стану на твое место». И, сказав это, он встал на место молодого священника и был расстрелян.
Дата его смерти точно неизвестна; вероятно, это было в конце сентября или в октябре 1918 года.

## Канонизация
Постановлением Священного синода от 26 декабря 2001 года его имя включено в Собор новомучеников и исповедников Церкви Русской XX века.

## Награды
- Орден Святого Александра Невского
- Орден Святого Владимира 4-й (1884), 3-й (1887) и 2-й (1904) степени[5]